# Sjajni grm
Sjajni grm (Pimeleja, lat. Pimelea nom,. cons.), biljni rod iz porodioce vrebinovki kojemu pripada preko 140 vrsta vazdazelenih grmova u Australiji i Novom Zelandu.
Neke vrste su otrovne: P. curviflora, P. flava, P. glauca, P. linifolia, P. microcephala, P. neo-anglica, P. pauciflora, P. simplex i P. trichostachya.

## Vrste
1. Pimelea acra C. J. Burrows & de Lange
2. Pimelea actea C.J.Burrows
3. Pimelea aeruginosa F.Muell.
4. Pimelea alpina F.Muell. ex Meisn.
5. Pimelea altior F.Muell.
6. Pimelea amabilis (Domin) A.R.Bean
7. Pimelea ammocharis F.Muell.
8. Pimelea × angulata Colenso
9. Pimelea angustifolia R.Br.
10. Pimelea approximans A.R.Bean
11. Pimelea aquilonia Rye
12. Pimelea argentea R.Br.
13. Pimelea aridula Cockayne ex Cheeseman
14. Pimelea avonensis Rye
15. Pimelea axiflora F.Muell. ex Meisn.
16. Pimelea barbata C.J.Burrows
17. Pimelea biflora N.A.Wakef.
18. Pimelea brachyphylla Benth.
19. Pimelea bracteata Threlfall
20. Pimelea brevifolia R.Br.
21. Pimelea brevistyla Rye
22. Pimelea buxifolia Hook.f.
23. Pimelea calcicola Rye
24. Pimelea carnosa C.J.Burrows
25. Pimelea chlorina A.R.Bean
26. Pimelea ciliata Rye
27. Pimelea ciliolaris (Threlfall) Rye
28. Pimelea cinerea R.Br.
29. Pimelea clavata Labill.
30. Pimelea concinna Allan
31. Pimelea concreta F.Muell.
32. Pimelea confertiflora A.R.Bean
33. Pimelea congesta C.Moore & F.Muell.
34. Pimelea cornucopiae Vahl
35. Pimelea cracens Rye
36. Pimelea cremnophila L.M.Copel. & I.Telford
37. Pimelea cryptica C.J.Burrows & Enright
38. Pimelea curviflora R.Br.
39. Pimelea declivis C.J.Burrows
40. Pimelea decora Domin
41. Pimelea drummondii (Turcz.) Rye
42. Pimelea drupacea Labill.
43. Pimelea dura C.J.Burrows
44. Pimelea elongata Threlfall
45. Pimelea erecta Rye
46. Pimelea eremitica C.J.Burrows
47. Pimelea eyrei F.Muell.
48. Pimelea ferruginea Labill.
49. Pimelea filifolia (Rye) C.S.P.Foster & Henwood
50. Pimelea filiformis Hook.f.
51. Pimelea flava R.Br.
52. Pimelea floribunda Meisn.
53. Pimelea forrestiana F.Muell.
54. Pimelea fugiens A.R.Bean
55. Pimelea gigandra A.R.Bean
56. Pimelea gilgiana E.Pritz.
57. Pimelea glauca R.Br.
58. Pimelea gnidia (J.R.Forst. & G.Forst.) Lam.
59. Pimelea graniticola Rye
60. Pimelea haematostachya F.Muell.
61. Pimelea halophila Rye
62. Pimelea hewardiana Meisn.
63. Pimelea hirsuta Meisn.
64. Pimelea hirta C.J.Burrows
65. Pimelea hispida R.Br.
66. Pimelea holroydii F.Muell.
67. Pimelea humilis R.Br.
68. Pimelea ignota C.J.Burrows & Courtney
69. Pimelea imbricata R.Br.
70. Pimelea interioris Rye
71. Pimelea lanata R.Br.
72. Pimelea latifolia R.Br.
73. Pimelea lehmanniana Meisn.
74. Pimelea leiophylla A.M.Gray & M.Baker
75. Pimelea leptospermoides F.Muell.
76. Pimelea leptostachya Benth.
77. Pimelea leucantha Diels
78. Pimelea ligustrina Labill.
79. Pimelea linifolia Sm.
80. Pimelea longiflora R.Br.
81. Pimelea longifolia Banks & Sol. ex Wikstr.
82. Pimelea lyallii Hook.f.
83. Pimelea macrostegia (Benth.) J.M.Black
84. Pimelea mesoa C.J.Burrows
85. Pimelea micrantha F.Muell. ex Meisn.
86. Pimelea microcephala R.Br.
87. Pimelea microphylla Colenso
88. Pimelea milliganii Meisn.
89. Pimelea mimosa C.J.Burrows
90. Pimelea mollis A.R.Bean
91. Pimelea neoanglica Threlfall
92. Pimelea neokyrea Rye
93. Pimelea nitens C.J.Burrows & Courtney
94. Pimelea nivea Labill.
95. Pimelea notia C.J.Burrows & Thorsen
96. Pimelea octophylla R.Br.
97. Pimelea oreophila C.J.Burrows
98. Pimelea orthia C.J.Burrows & Thorsen
99. Pimelea pagophila Rye
100. Pimelea pauciflora R.Br.
101. Pimelea pelinos Rye
102. Pimelea pendens Rye
103. Pimelea penicillaris F.Muell.
104. Pimelea petrophila F.Muell.
105. Pimelea phylicoides Meisn.
106. Pimelea physodes Hook.
107. Pimelea plurinervia A.R.Bean
108. Pimelea poppelwellii Petrie
109. Pimelea preissii Meisn.
110. Pimelea prostrata (J.R.Forst. & G.Forst.) Lam.
111. Pimelea pseudolyallii Allan
112. Pimelea punicea R.Br.
113. Pimelea pygmaea F.Muell. & C.Stuart
114. Pimelea rara Rye
115. Pimelea rosea R.Br.
116. Pimelea rupestris A.R.Bean
117. Pimelea sanguinea F.Muell.
118. Pimelea sericea R.Br.
119. Pimelea sericeovillosa Hook.f.
120. Pimelea sericostachya F.Muell.
121. Pimelea serpyllifolia R.Br.
122. Pimelea sessilis Rye
123. Pimelea simplex F.Muell.
124. Pimelea spectabilis Lindl.
125. Pimelea spicata R.Br.
126. Pimelea spiculigera F.Muell. ex Benth.
127. Pimelea spinescens Rye
128. Pimelea sporadica C.J.Burrows
129. Pimelea stricta Meisn.
130. Pimelea strigosa Gand.
131. Pimelea suaveolens Meisn.
132. Pimelea subvillifera (Threlfall) Rye
133. Pimelea sulphurea Meisn.
134. Pimelea suteri Kirk
135. Pimelea sylvestris R.Br.
136. Pimelea tinctoria Meisn.
137. Pimelea tomentosa (J.R.Forst. & G.Forst.) Druce
138. Pimelea traversii Hook.f.
139. Pimelea treyvaudii F.Muell. ex Ewart & B.Rees
140. Pimelea trichostachya Lindl.
141. Pimelea umbratica A.Cunn. ex Meisn.
142. Pimelea urvilleana A.Rich.
143. Pimelea venosa Threlfall
144. Pimelea villifera Meisn.
145. Pimelea villosa Sol. ex Sm.
146. Pimelea williamsonii J.M.Black
147. Pimelea xenica C.J.Burrows